# Jesús Díaz (compositor)
Jesús Díaz (Pontevedra, Galicia, 7 de febrero de 1979) es un músico y compositor español, actualmente afincado en Barcelona.

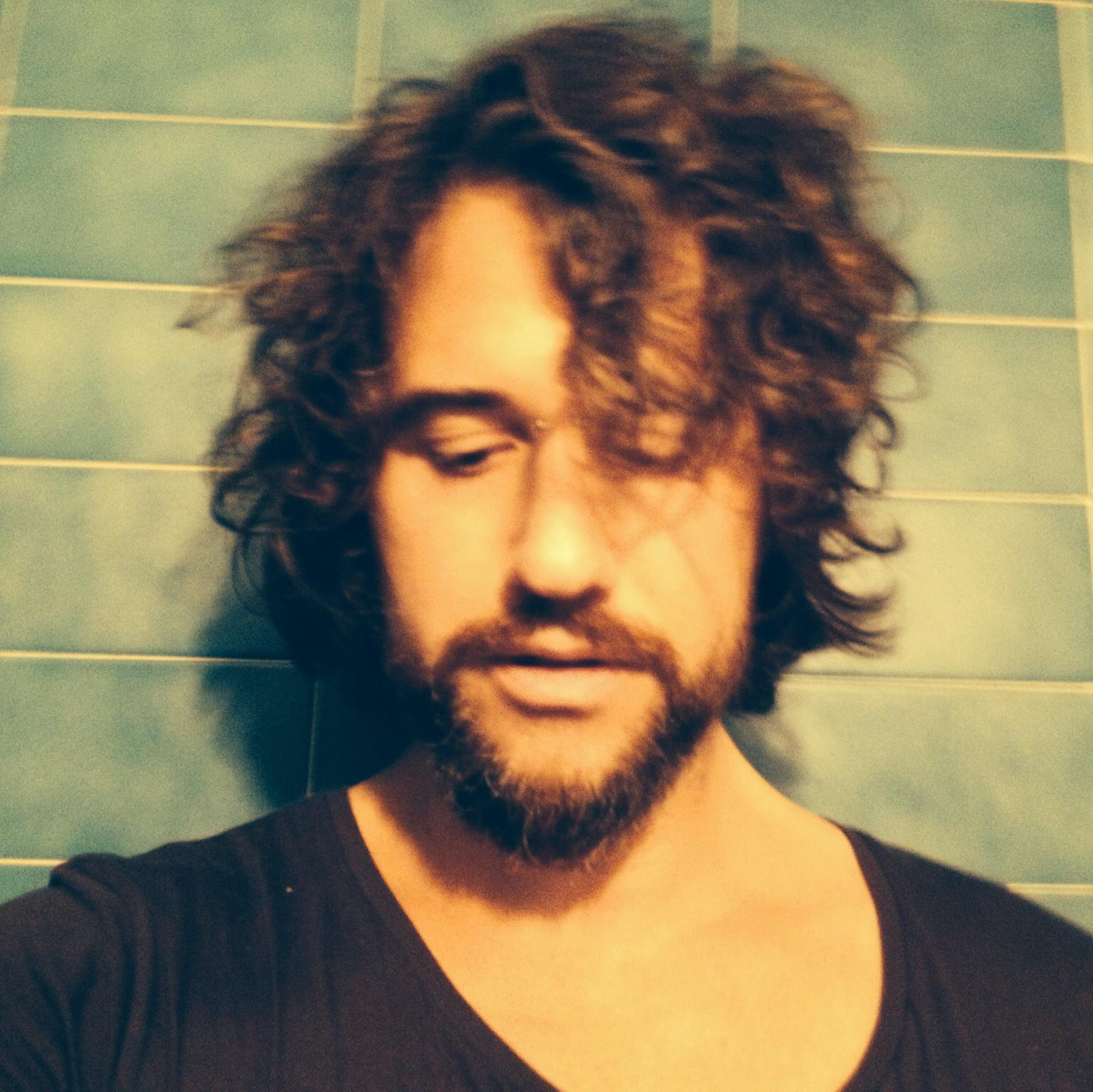
Foto de Jesus Diaz

## Biografía
Comenzó su carrera profesional como creativo publicitario trabajando para importantes marcas, pero hace ya diez años se dedica a la música y a la composición de bandas sonoras para cine, publicidad y danza.
Desde entonces ha trabajado componiendo para múltiples proyectos musicales a nivel internacional, realizando la Banda sonora de 6 largometrajes; entre ellos The Frost, primera película del compositor dirigida por Ferràn Audí y protagonizada por Aitana Sánchez-Gijón y Tristán Ulloa, y que le valió varios reconocimientos internacionales a la mejor banda sonora.
Sus trabajos incluyen: la música original para el tráiler de Aloft, dirigida por la nominada a los premios Óscar Claudia Llosa y protagonizada por Jennifer Connelly y Cillian Murphy; la BSO para la película francesa premiada en el Festival de San Sebastián 2015 Evolution de Lucile Hadzihalilovic, la multipremiada película de coproducción americana Oliver's Deal  protagonizada por Stephen Dorff, Alberto Ammann y Carlos Bardem, o la música original distribuida por warner music para la serie francesa Cannabis de Lucie Borletau para Arte (canal de televisión).
En música para publicidad trabaja con grandes marcas como Desigual, Volkswagen o Roca (empresa) y para danza en diferentes espectáculos como Black Out del coreógrafo Jordi Cortés o Mud Gallery, a cargo de la compañía La Intrusa, que obtuvo el Premio Nacional de Danza 2015.

## Galardones
| Año  | Título    | Categoría                          | Resultado                             |
| ---- | --------- | ---------------------------------- | ------------------------------------- |
| 2009 | The Frost | CINESPAÑA-Toulouse                 | Mención especial a mejor banda sonora |
| 2009 | The Frost | Premios Gaudí- Mejor banda sonora  | Ganador                               |
| 2011 | Black Out | Premios Max- Mejor música original | Nominación                            |